# ファビアン・ド・ワール
ファビアン・ド・ワールまたはファビアン・デ・ワール（Fabien De Waele、1975年5月19日 - ）は、ベルギーのオースト＝フランデレン州アウデナールデ出身の元自転車競技（ロードレース）選手。

## 経歴
1998年、ジャパンカップサイクルロードレース 優勝。
1999年、ツール・ド・フランス 総合108位。
2001年
- パリ〜ニース 区間1勝
- ドーフィネ・リベレ 区間1勝

2002年、ブラバントス・パイル 優勝
2003年引退。